# Proclamation de Rimini
| « Italiani! L'ora è venuta che debbono compiersi gli alti vostri destini. » | « Italiens ! L'heure est venue de vous engager dans votre plus haute destinée. » — Incipit de la Proclamation de Rimini de Joachim Murat |

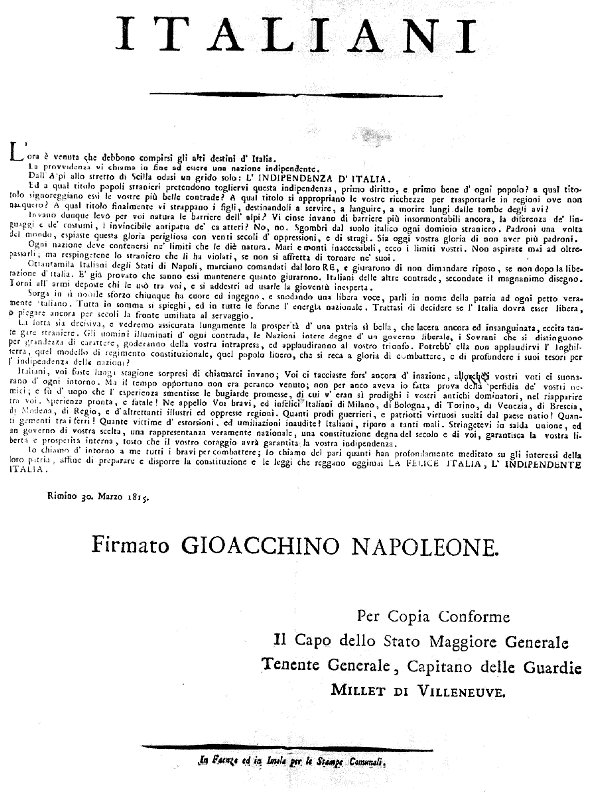
La Proclamation de Rimini, conservé au Museo nazionale del Risorgimento à Turin.

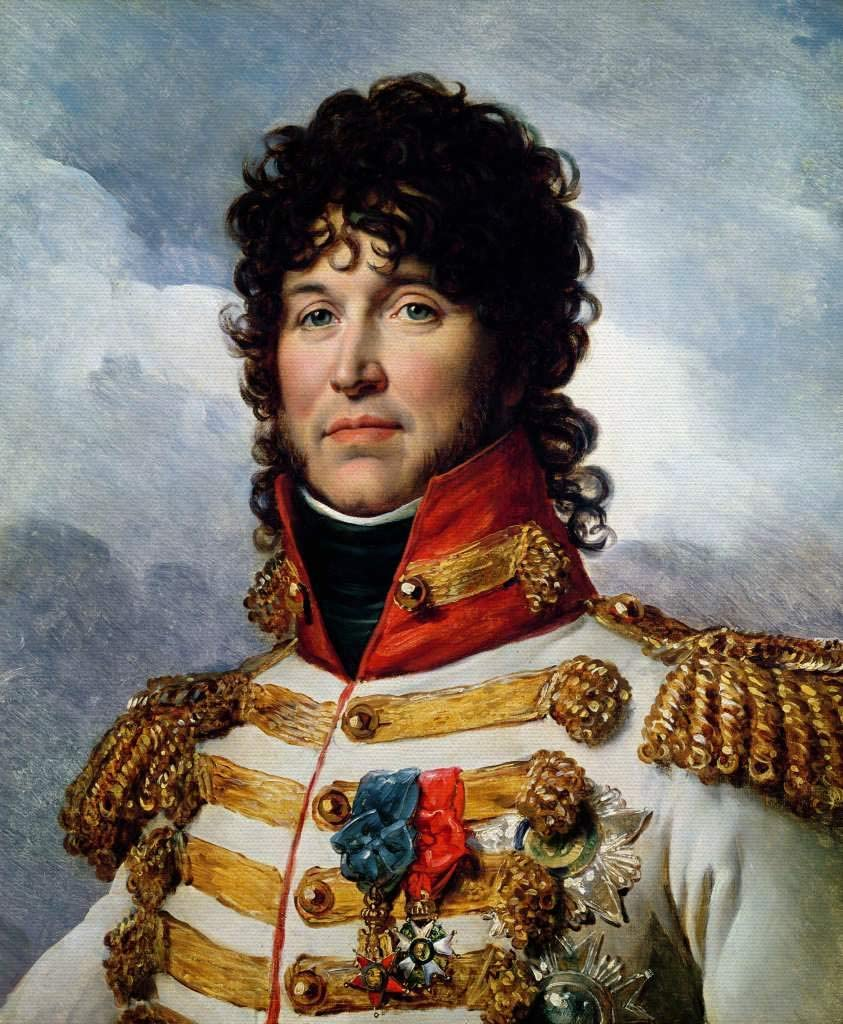
Joachim Murat, Roi de Naples.

La Proclamation de Rimini (en italien, Proclama di Rimini) est un appel par lequel Joachim Murat, le 30 mars 1815, s'adressa aux Italiens les appelant à se révolter contre les Autrichiens en se présentant comme le porte-drapeau de l'indépendance italienne. 

## Le contexte
En 1806, Napoléon Ier confia la partie continentale du royaume de Naples, qu'il venait de conquérir, à son frère Joseph. Ce dernier ayant accédé au trône d'Espagne, après le renversement de Charles IV et de Ferdinand VII, Napoléon transmit le royaume de Naples à son beau-frère Joachim Murat avec le nom de « royaume de Naples et de Sicile. » 
À la fin de la campagne de Russie, Murat, qui était chargé de ramener la Grande Armée, l’avait abandonnée pour tenter de sauver son royaume de Naples. En 1813, il rejoignit néanmoins la Grande Armée et lutta dans ses rangs jusqu'à la défaite de Leipzig. Après quoi il retourna dans son royaume, signa la convention de Naples avec l’Autriche, et fournit une armée pour combattre l’Empereur.
Mais le congrès de Vienne du 1er novembre 1814 au 9 juin 1815 décida de rétablir l’Europe pré-révolutionnaire, et donc de rétablir les Bourbons à Naples. Aussi, Murat tira-t-il parti de l’évasion de Napoléon de l’île d'Elbe pour déclarer la guerre à l’Autriche le 15 mars.
Le 30 mars, par la Proclamation de Rimini il s'adresse aux Italiens les appelant à se révolter contre les Autrichiens en se présentant comme le porte-drapeau de l'indépendance italienne dans une tentative de trouver des alliés dans sa bataille désespérée de conserver son trône.
La Proclamation de Rimini toucha spécialement Alessandro Manzoni qui composa une chanson  « Il proclama di Rimini » qui resta inachevée à la suite de l'échec de la campagne militaire de Murat et de la défaite de Tolentino provoquant la chute de Murat en mai 1815.
La  Proclamation de Rimini ouvrit un débat sur l'unification de l'Italie, de laquelle la guerre austro-napolitaine est considérée comme étant le premier épisode.